# Heinrich Christian Boie

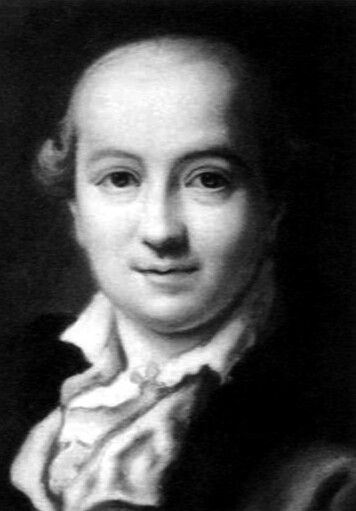
Heinrich Christian Boie

Heinrich Christian Boie (Meldorf, 19 juli 1744 – aldaar, 3 maart 1806) was een Duitse auteur.

## Leven
Na rechten gestudeerd te hebben in Jena, ging hij in 1769 naar Göttingen, waar hij een van de leiders was van de Göttinger Hainbund. Boie's poëtische talent was niet uitzonderlijk, maar door zijn literaire kennis, smaak en oordeel werd hij een inspiratie voor anderen.
Samen met F.W. Gotter stichtte hij in 1770 het literaire tijdschrift  Göttinger Musenalmanach, waarvan hij tot in 1775 de directeur en redacteur was. Daarna bracht hij in samenwerking met C.W. von Dohm (1751-1820) Das Deutsche Museum uit. In 1776 werd Boie secretaris van de hoofdbevelhebber in Hannover en in 1781 werd hij benoemd tot beheerder van de provincie Süderditmarschen in Holstein.
- Bibliothèque nationale de France: cb12172414b (data)
- CiNii: DA02088567
- Gemeinsame Normdatei: 118661078
- International Standard Name Identifier: 0000 0000 8137 8822
- Library of Congress Control Number: no92007232
- Nationale Bibliotheek van Tsjechië: xx0090910
- Nationale bibliotheek van Australië: 35716625
- Nationale Bibliotheek van Israël: 987007310283405171
- Nationale Bibliotheek van Polen: a0000002494130
- Nederlandse Thesaurus van Auteursnamen: 069869707
- Réseau des bibliothèques de Suisse occidentale: 02-A003019590
- SNAC: w6mf3f5n
- Système universitaire de documentation: 030273056
- Trove: 1055384
- Virtual International Authority File: 59125374
- WorldCat: E39PBJyRtxmcQBD9JHGyRbVcT3